# 南廻線
南廻線（なんかいせん）は、台湾屏東県枋寮郷の枋寮駅から台東県台東市の台東駅に至る台湾鉄路公司の鉄道路線。

## 概要
台湾を一周する鉄道路線として、最後に開通した区間である。中央山脈を越え、険しい海岸線を通過する路線であるため、建設は困難を極めた。全長97.15 kmのうち、トンネル区間が38.9 kmを占める。旧型客車で定期運用されている最後の普快車運転区間でもあったが、電化を機に普快車は廃止され、通常の区間車となった（現在は、区間快車に変更）。

## 路線データ
- 管理者：台湾鉄路公司
- 路線距離（営業キロ）：枋寮 - 台東間 98.2km
- 軌間：1,067mm
- 駅数：14（起終点駅含む。信号場2含む）
- トンネル数：35
- 橋梁数：158
- 複線区間：中央（信） - 古荘（信）間 16.9km
- 電化区間：全線（交流25,000V）
- 電報略号：ㄋㄏㄒ
- 開業日：1985年7月15日部分開業、1992年10月5日全線開業。

## 歴史

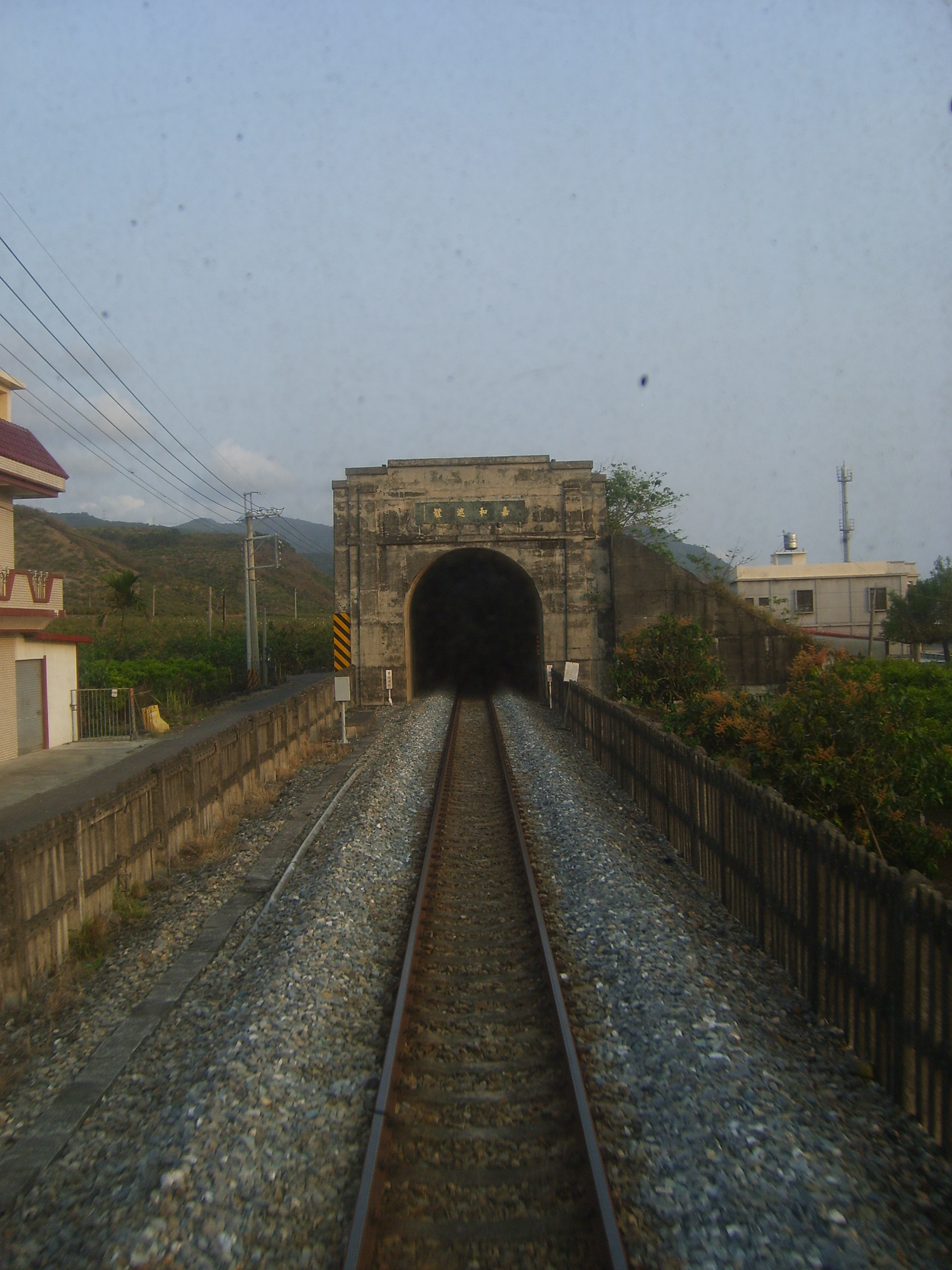
海軍の射撃訓練場付近で誤射を避けるためにフードで覆われた枋山郷の嘉和遮体

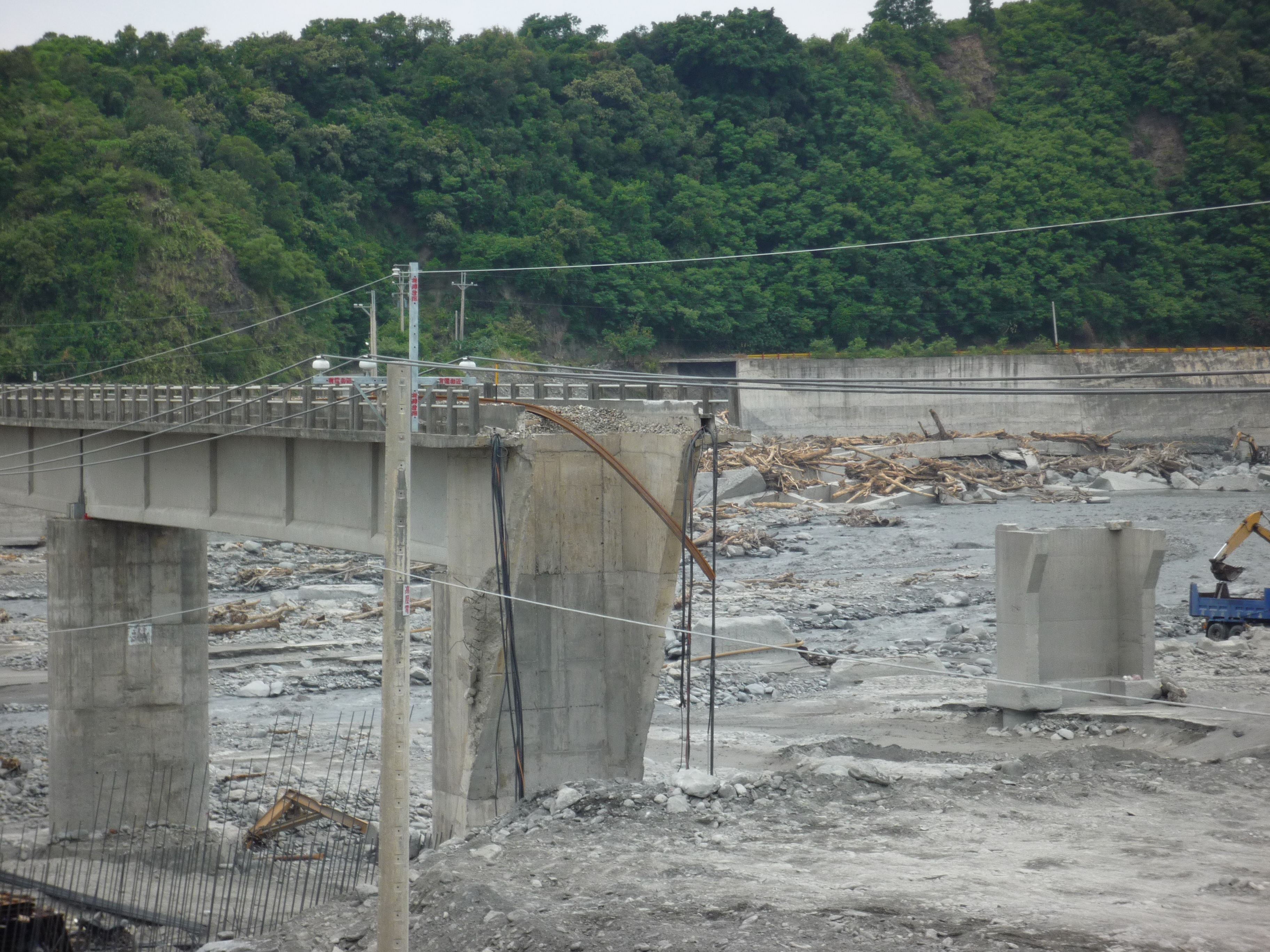
2010年に流失した太麻里橋

明治時代から台湾総督府により台南から卑南、または枋寮線の恒春および台東への延伸が計画されていた。大正期に計画が本格化するも、宜蘭線との同時並行で予算不足だったこと、1923年10月の渓州（現・南州）延伸当時は関東大震災による本土政府の復興債券発行などもあり延期を重ねた。結局1940年に現在の枋寮線（屏東線の旧称）が枋寮に達するにとどまり、枋寮と恒春の間は交通局のバス輸送となった。
ルートは現在の台26線および県道200号（未成区間含む）に沿ったもので、枋寮から恒春までの区間の一部はほぼ当路線に相当する。
戦後も1947年から1976年にかけて路線選定および測量が行われた:頁28。戦前案を踏襲した「屏東 - 知本」、「竹田 - 太麻里」、「竹田 - 金崙」、「台9線沿いの楓港経由安朔」、「恒春経由」など複数の経路が検討され:頁30、枋山から大武に至る現行案が有力視されていた。その後政府の公共事業政策「十二項建設」および「十四項建設」に組み込まれた:頁18。

### 年表
- 1980年
  - 4月 - 路線経路および事業化決定[6]:頁29-30。
  - 7月 - 南廻鉄路工程処が成立し、建設開始した[6]:頁。
- 1985年7月15日 - 卑南（後の台東新駅）～知本駅間が開通し営業開始した[6]:頁424。
- 1988年1月1日 - 知本駅～太麻里駅間が開業した。当時は1日2往復の列車が運行された[9]。
- 1989年7月25日 - 太麻里駅～香蘭駅間が開業[10][注 1]。
- 1990年12月 - 中央トンネル（8,070m）が貫通[6]:頁429。
- 1991年
  - 12月16日 - 枋寮駅にて開業式典が挙行され、祝賀列車が走った。しかし、信号保安装置が未完成のために正式営業は延期とされた。[注 2]
  - 12月17～25日 - 1日1往復の無料臨時列車を高雄～台東新駅間に運行した。[9]
- 1992年
  - 1月12日 - 信号保安装置が整備され、1日1往復の自強号が運行開始した。[9]
  - 4月25日 - 1日1往復の莒光号が増発され、1日2往復となった。[9]
  - 10月5日 - 正式に営業開始した。当時の列車数は自強号3往復、莒光號3往復、普通列車（普快車）2往復であった。[9]
- 1997年2月19日 - 香蘭駅廃止[12]。
- 1997年10月1日 - 三和駅廃止[11]:頁46。
- 2004年10月21日 - この日に枋山駅北方で線路上に障害物が置かれるなど2年間に渡って2度の脱線事故を含む少なくとも5度以上の同一犯による列車運行妨害事件が発生した。脱線事故のうち2005年6月21日は負傷者が[13]、2006年3月17日のものは莒光号脱線転覆にともなう死傷者が伴う事故となっている。その後犯人は逮捕、無期懲役の判決が下されている。
- 2006年7月1日 - 多良駅 (台東県)廃止[11]:頁48。
- 2009年8月8日 - 台風8号（モーラコット）による八八水災で南迴線でも太麻里渓の橋梁が被災[14]、9月15日まで不通となった[15]。
- 2010年9月 - 19日に花蓮県に上陸した台風11号（ファナピ）で太麻里郷の太麻里渓橋が流失、29日に復旧[16]
- 2013年8月31日 - 獅子郷のトンネル間で土石流により自強号が脱線、12人が負傷した[17]。
- 2014年
  - 11月12日 - 付け替えられた太麻里渓橋が開通[18]。
  - 11月16日 - 電化工事着手し、台東駅～知本駅間は完了。残る区間（知本～枋寮）は2020年完成予定[19]。
- 2016年6月28日 - 全駅がIC乗車券（Easycard/悠遊卡、iPASS/一卡通、icash2.0/愛金卡など）対応エリアとなる[20]。
- 2017年
  - 3月 - 南迴線電化事業が前瞻基礎建設計画に組み込まれ、7月に法案が成立[21]。
  - 9月6日 - 電化工事に進捗に伴い祝祭日を除く月-木曜日の夜間に列車を運休、高雄～枋寮～潮州～台東間で国光客運、高雄客運。屏東客運（中国語版）、鼎東客運（中国語版）4社での代行バス輸送が行われる（2019年6月末まで）[22]。
  - 9月16日 - 瀧渓駅、康楽駅を乙種簡易駅に降格[23]。
  - 9月30日 - 古荘駅の旅客取り扱いを終了。翌日から號誌站（信号場）に格下げ[24]。
- 2020年
  - 5月28日 - 電化に先立ち旧多良駅南側約2.7kmを高架新ルートに切替[25][26]。
  - 10月1日 - 全線で通電[27]。
  - 11月1日 - 普悠瑪号による試運転開始[28]。
  - 12月20日 - 全線電化工事完成式典[29]。
  - 12月22日 - 普快車最終運行[30]。
  - 12月23日 - 全線電化開業、枋寮が二等駅に昇格[31][32]。

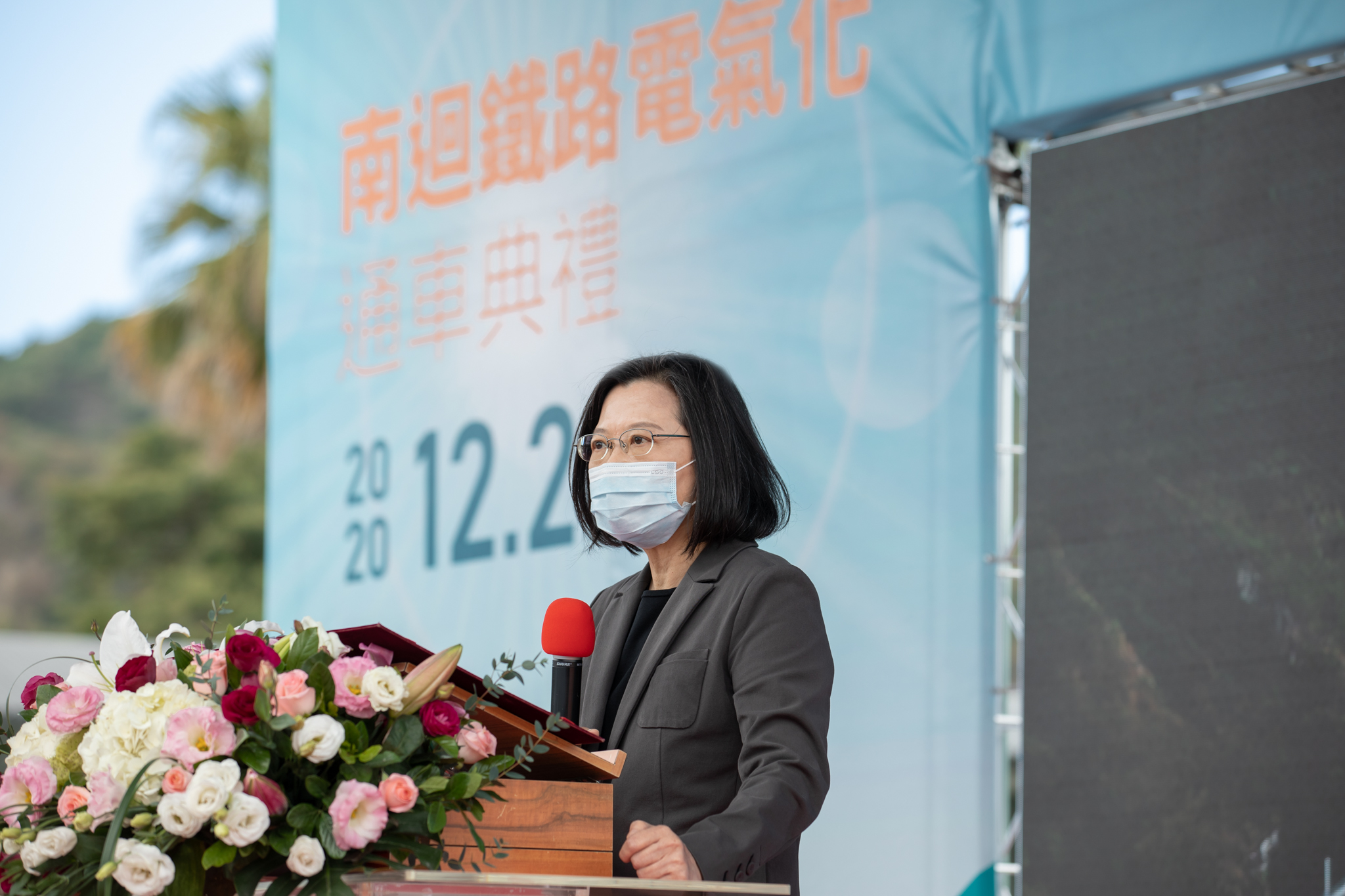
電化完成式典での蔡英文（2020年12月20日）

## 運行形態
- 区間快車
  - 新左営・嘉義～台東間を一日三往復運行。うち、一往復は南廻線内を各駅停車。
- 対号列車
  - 南廻線内を走る対号列車は、主に台東～新左営間で運行される。
  - 一日一往復、従来の区間車に代わり、南廻線内を各駅停車する莒光号が運行される。
  - 一日一往復、南廻線内の知本駅を始発/終着駅として、樹林駅までを結ぶ太魯閣号が運行される。
  - その他、花蓮～新左営、台東～彰化、花蓮～台南、台中～台東などを運行される列車がある。
- 観光列車
  - 「環島之星」：一日に順行（時計回り）・逆行（反時計回り）でそれぞれ一列車、台北発台北行の観光列車であるが運行される。
  - 「藍皮解憂号（中国語版）」：2021年、廃止された普快車車両をリニューアルし、旅行代理店（雄獅旅行社（中国語版）/ライオン・トラベル）による販売方式で運行が再開された[33]。

## 使用車両
- 対号列車
  - 自強号
    - 電車
      - TEMU2000

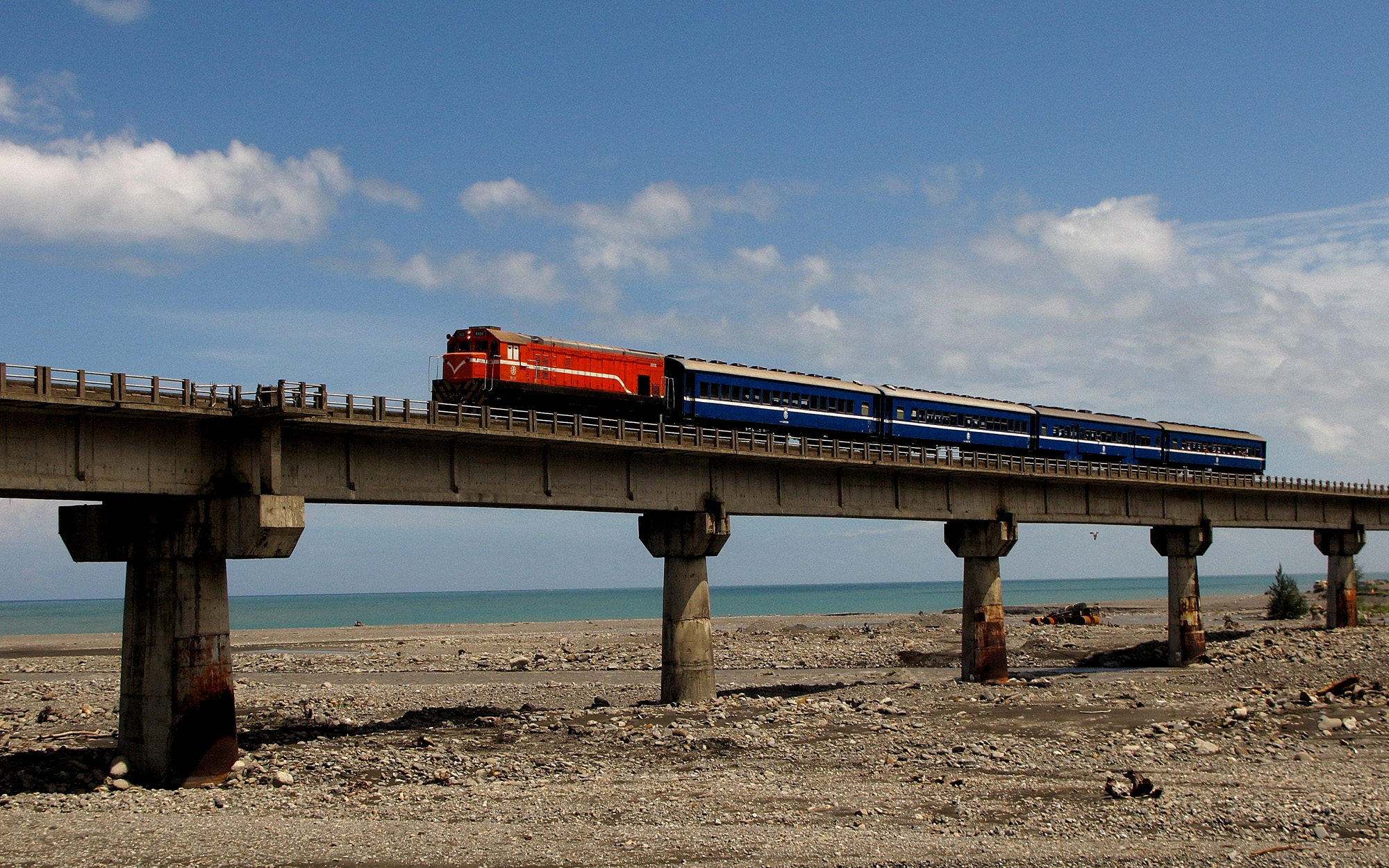
金崙渓鉄橋を行く普快車

      - TEMU1000（台東 - 知本間のみ）
      - E1000（プッシュプル方式）
      - EMU3000型（2021年より[34]）

    - 気動車
      - DR3100

  - 莒光号
    - 頭等客車/二等客車
- 観光列車
  - 頭等客車/二等客車
  - 日本製およびインド製旧型客車
- 非対号列車
  - 区間快車
    - EMU900型（2021年12月改正より彰化からの莒光号がEMU900使用の区間快車に置き換えられた[35]）

## 過去の列車
2019年1月現在のものである。
- 普快車
  - 台東～枋寮間を1日1往復運行。R100型ディーゼル機関車が三両編成の藍の普快車用の旧型客車を率いて運用される。
  - 区間車（復興号用客車）

## 駅一覧
- 背景色が■である部分は現在廃止、または施設が供用されていない、あるいは完成していないことを示す。

| 駅名       | 駅名         | 駅名                    | 駅間 キロ | 累計 キロ | 等級 | 接続路線・備考 | 線路 | 所在地 | 所在地   |
| 日本語     | 繁体字中国語 | 英語                    | 駅間 キロ | 累計 キロ | 等級 | 接続路線・備考 | 線路 | 所在地 | 所在地   |
| ---------- | ------------ | ----------------------- | --------- | --------- | ---- | -------------- | ---- | ------ | -------- |
| 枋寮駅     | 枋寮車站     | Fangliao                | 0.0       | 0.0       | 二等 | 屏東線と接続   | ◇    | 屏東県 | 枋寮郷   |
| 加祿駅     | 加祿車站     | Jialu                   | 5.3       | 5.3       | 三等 |                | ◇    | 屏東県 | 枋山郷   |
| 内獅駅     | 內獅車站     | Neishi                  | 3.4       | 8.7       | 招呼 |                | ｜   | 屏東県 | 枋山郷   |
| 枋山駅     | 枋山車站     | Fangshan                | 4.9       | 13.6      | 乙簡 | 台湾最南端の駅 | ◇    | 屏東県 | 獅子郷   |
| 枋野信号場 | 枋野號誌站   | Fangye Signal Station   | 6.9       | 20.5      | 三等 |                | ◇    | 屏東県 | 獅子郷   |
| 中央信号場 | 中央號誌站   | Central Signal Station  | 3.1       | 23.6      | 號誌 |                | ∧    | 屏東県 | 獅子郷   |
| 菩安信号場 | 菩安號誌站   | Pu'an Signal Station    |           | (31.9)    | 廃止 | 未供用         |      | 台東県 | 達仁郷   |
| 古荘信号場 | 古莊號誌站   | Guzhuang Signal Station | (16.9)    | (40.5)    | 號誌 | 元旅客駅。     | ∨    | 台東県 | 大武郷   |
| 大武駅     | 大武車站     | Dawu                    | 3.3       | 43.8      | 三等 |                | ◇    | 台東県 | 大武郷   |
| 富山信号場 | 富山號誌站   | Fushan Signal Station   |           | (51.7)    | 廃止 | 未供用         |      | 台東県 | 大武郷   |
| 瀧渓駅     | 瀧溪車站     | Longxi                  | 11.7      | 55.5      | 乙簡 |                | ◇    | 台東県 | 太麻里郷 |
| 多良駅     | 多良車站     | Duoliang                |           | 60.9      | 廃止 |                |      | 台東県 | 太麻里郷 |
| 金崙駅     | 金崙車站     | Jinlun                  | 8.4       | 63.9      | 三等 |                | ◇    | 台東県 | 太麻里郷 |
| 香蘭駅     | 香蘭車站     | Xianglan                |           | (69.8)    | 廃止 |                |      | 台東県 | 太麻里郷 |
| 太麻里駅   | 太麻里車站   | Taimali                 | 11.0      | 74.9      | 三等 |                | ◇    | 台東県 | 太麻里郷 |
| 三和駅     | 三和車站     | Sanhe                   |           | (82.2)    | 廃止 |                |      | 台東県 | 太麻里郷 |
| 知本駅     | 知本車站     | Zhiben                  | 11.7      | 86.6      | 三等 |                | ◇    | 台東県 | 台東市   |
| 康楽駅     | 康樂車站     | Kangle                  | 7.0       | 93.6      | 乙簡 |                | ◇    | 台東県 | 台東市   |
| 台東駅     | 臺東車站     | Taitung                 | 4.6       | 98.2      | 一等 | 台東線と接続   | ∧    | 台東県 | 台東市   |